# Ninmah
Ninmah est une déesse de la Mésopotamie antique, sans doute d'origine sumérienne, dont le nom signifie quelque chose comme « Grande Dame ». Elle fait partie du groupe des « déesse-mères » sumériennes, aux côtés de Ninhursag ou Nintu.
Ninmah est surtout connue en tant qu'actrice principale d'un texte mythologique, le mythe Enki et Ninmah, une des versions sumériennes de la création de l'humanité. C'est elle qui donne le souffle vital aux premiers humains créés à partir de l'argile par la déesse-mère Nammu à l'initiative du dieu Enki, qui cherchait à trouver un substitut aux dieux secondaires qui refusaient de continuer à travailler pour les grands dieux. Lors de la fête célébrant leur création, Enki et Ninmah sont saouls et la déesse défie le dieu de trouver un destin à tous les humains « imparfaits » qu'elle met au jour. Celui-ci y arrive, et crée à son tour une créature si monstrueuse que Ninmah n'arrive pas à lui trouver un destin, et perd le duel.
En dehors de ce texte, Ninmah dispose d'un temple à Babylone, l'É.MAH, localisé à proximité de la Porte d'Ishtar et des palais royaux principaux. Son nom a aussi été donné à une constellation par les anciens Mésopotamiens.